# Јевгениј Аничков
Јевгениј Васиљевич Аничков (рус. Евге́ний Васи́льевич Ани́чков; 14. јануар 1866 — 22. октобар 1937) је био руски књижевни критичар и историчар који се специјализовао за словенски фолклор и митологију, као и за њихов однос и употребу у руској књижевности.

## Биографија
Рођен је 14. јануара 1866. у Боровичи. За књигу Весенняя обрядовая песня на Западе и у славян из 1905. године је награђен Ломоносовљевом Златном медаљом 1907. Бројни Аничкови критички есеји о Максиму Горком, Леониду Андрејевом, Валерију Брјусову, Константину Балмонту и Фјодору Сологубу, између осталих, су изашли у две збирке Литературные образы и мнения 1904. и Предтечи и современники на Западе и у нас 1910. Такође је уредио целокупна дела Николаја Доброљубова у девет томова 1911—1913. и аутор је бројних чланака за Брукхаусов и Ефронов енциклопедијски речник. Предавао је на Бестужевским женским курсевима, као и на Санктпетербуршком државном универзитету где је 1902—1917. био шеф катедре за западну књижевност. Његов најпознатији роман Язычество и Древняя Русь је изашао 1914. Редовно је посећивао Велику Британију где је на Универзитету у Оксфорду читао предавања о словенском фолклору и руској митологији, као и Француску. У Паризу је са Максимом Ковалевским суоснивач Руске високе школе друштвених наука. Руска револуција га је затекла у Француској где је остао неко време пре него што се 1918. преселио у Краљевину Југославију где је предавао на Универзитету у Београду и Скопљу. Његова књига Новая русская поэзия, преглед књиге о руском симболизму, акмеизму и футуризму, је изашла у Берлину 1923. године. Христианство и Древняя Русь је објавио у Прагу 1924. године. Био је ожењен Аном Аничковом. Преминуо је 22. октобра 1937. у Београду где је сахрањен на Новом гробљу.